# Ángel Pedraza
Ángel Pedraza Lamilla est un footballeur espagnol né le  4 octobre 1962 à La Rinconada et mort le 8 janvier 2011 à Barcelone à l’âge de 48 ans. Il occupe les postes de défenseur central et de milieu de terrain défensif. Au terme de sa carrière de joueur, Pedraza devient entraîneur de football.

## Carrière

### Carrière de joueur
Né à La Rinconada dans la province de Séville, Pedraza est membre des sections de jeunes du FC Barcelone avant d’intégrer l’équipe B du club qui évolue en deuxième division espagnole. Le 16 septembre 1980, László Kubala alors entraîneur de l’équipe première le sélectionne pour faire partie de l’équipe qui dispute la Coupe d’Europe de l’UEFA contre les Maltais du Sliema Wanderers Football Club. Il devient ainsi le tout premier joueur issu de La Masía à intégrer l’équipe première.
En janvier 1986, Terry Venables l’intègre dans le groupe qui joue régulièrement en première division. Pedraza est le plus souvent remplaçant.
Lors de la finale de la Coupe des clubs champions européens 1985-1986, Pedraza est un des quatre barcelonais à voir son tir au but repoussé par Helmuth Duckadam, le gardien du Steaua Bucarest. 
En 1988, Pedraza signe pour le RCD Majorque où l’entraîneur Lorenzo Serra Ferrer le repositionne en défense centrale. Lors de sa première saison, Pedraza est un rouage essentiel de la défense du club, permettant ainsi à celui-ci de remonter en première division espagnole. 
Pedraza reste au club pendant sept saisons, jouant 229 matchs. Il arrête sa carrière de joueur en 1997 après avoir passé deux saisons dans le petit club amateur de Sóller.

### Carrière d’entraîneur
Immédiatement après avoir arrêté sa carrière de joueur, Pedraza se lance dans celle d’entraîneur. Il commence par entraîner pendant sept ans différentes équipes de jeunes du FC Barcelone là même où il a appris à jouer au football. En 2002 il traverse la ville de Barcelone pour aller entraîner les juniors puis l’équipe B du club rival du RCD Espanyol.
Pedraza entraîne ensuite trois saisons en deuxième division espagnole, d’abord avec le Benidorm CF puis l’équipe B du Villarreal CF. Après une année en Grèce où il est successivement entraîneur de l’Iraklis Thessalonique et de Panserraikos FC, il retourne en Espagne pour s’occuper du club amateur du Club Deportivo Atlético Baleares. Il les emmène vers le titre de champion de troisième division.
En janvier, alors qu’il souffre déjà d’un cancer, Pedraza accepte d’entraîner le CE L'Hospitalet en troisième division. Il ne reste que trois mois en poste. Le 8 janvier 2011, il succombe à la maladie.